# Tetrapalpus trinidadensis
Tetrapalpus trinidadensis är en fjärilsart som beskrevs av Davis 1972. Tetrapalpus trinidadensis ingår i släktet Tetrapalpus och familjen äkta malar. Inga underarter finns listade i Catalogue of Life.